# Aus, Namibia

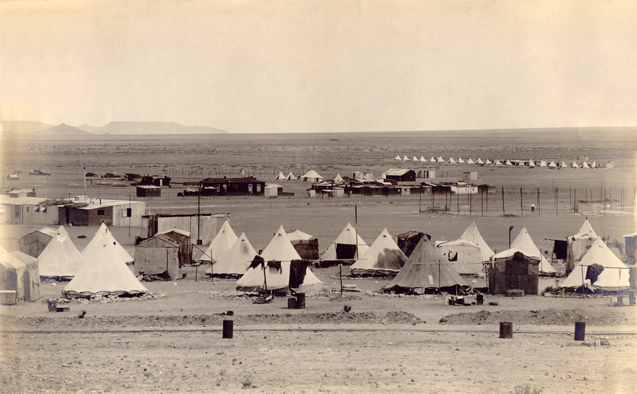
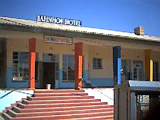
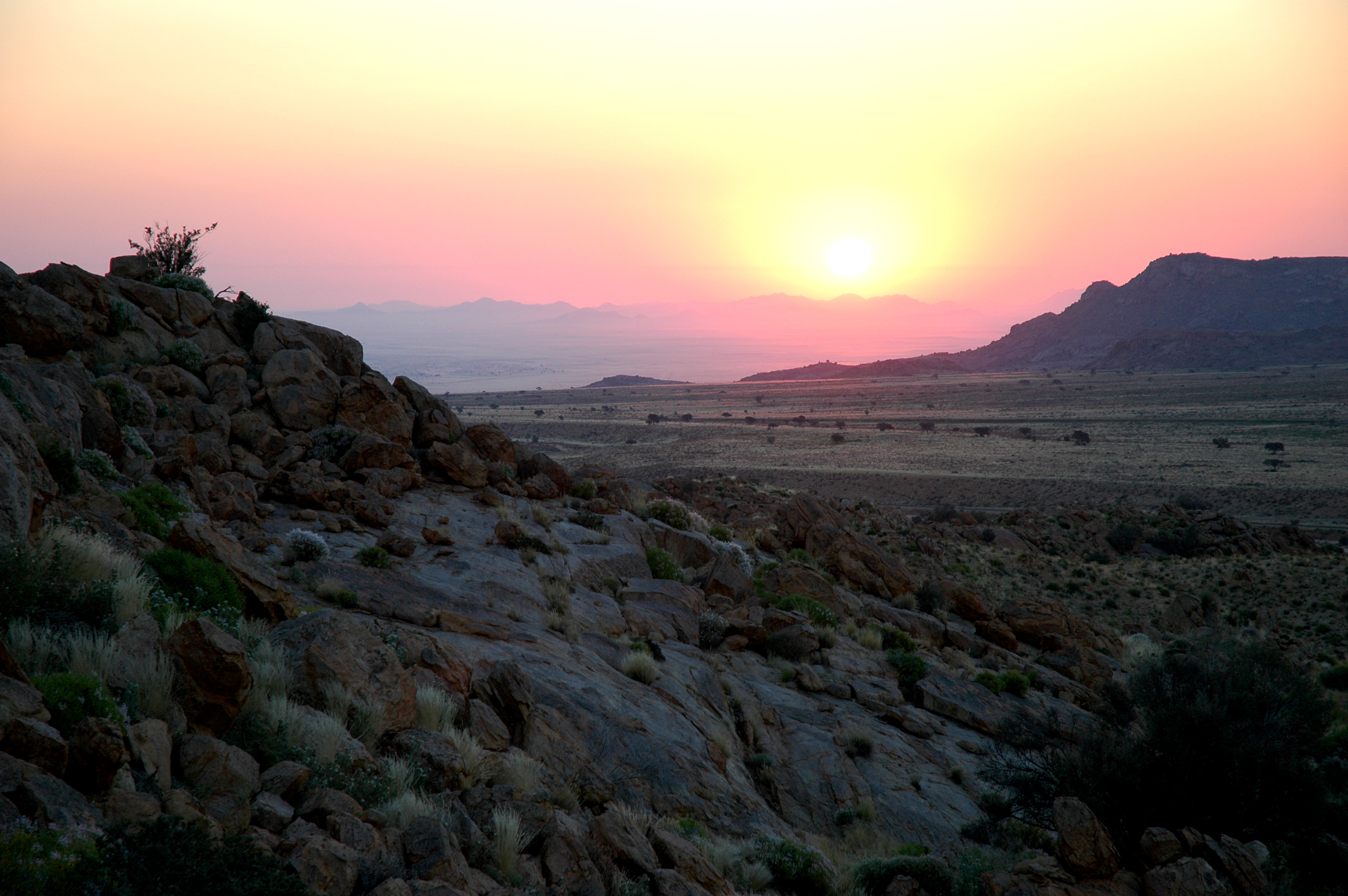
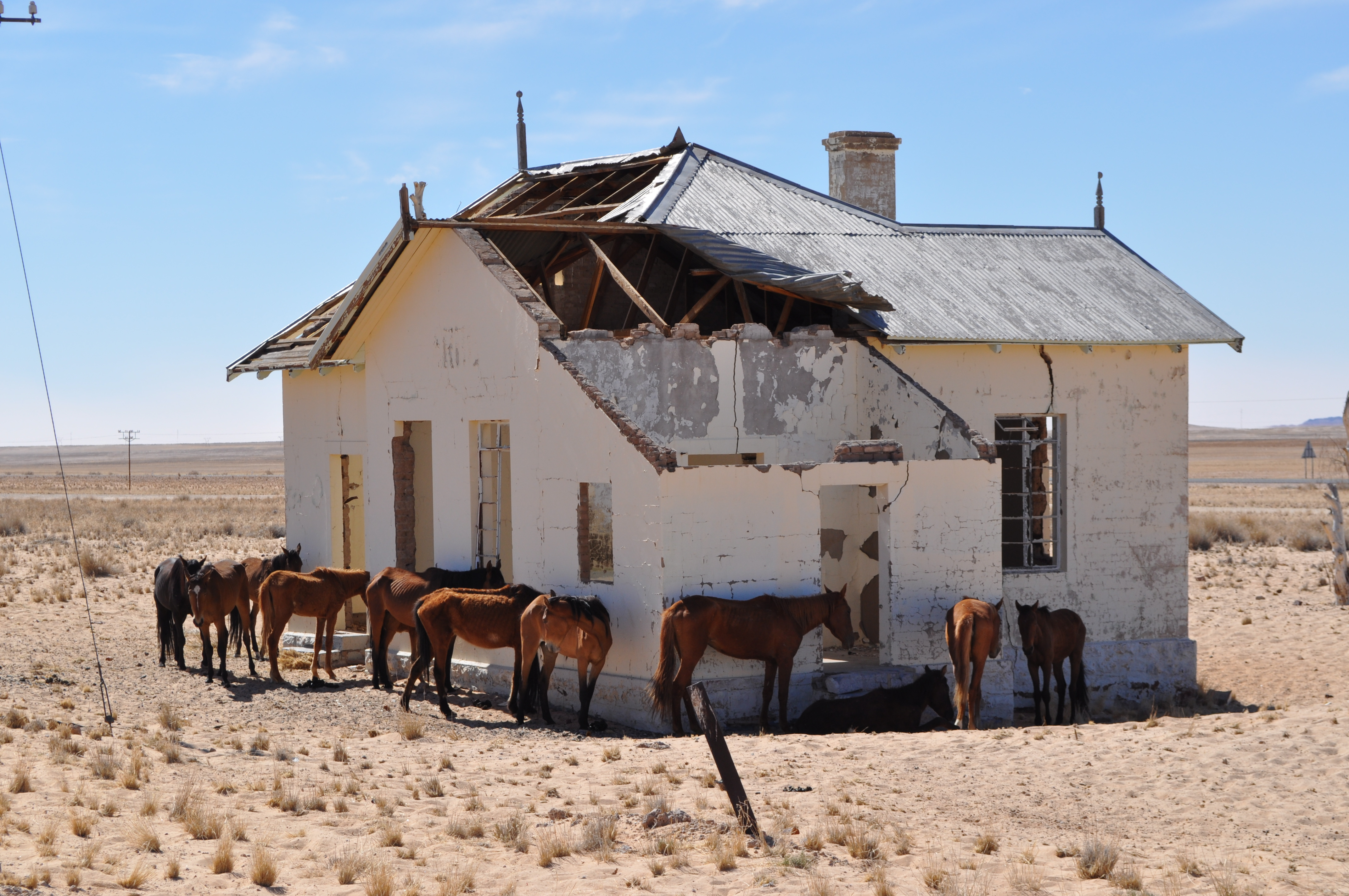
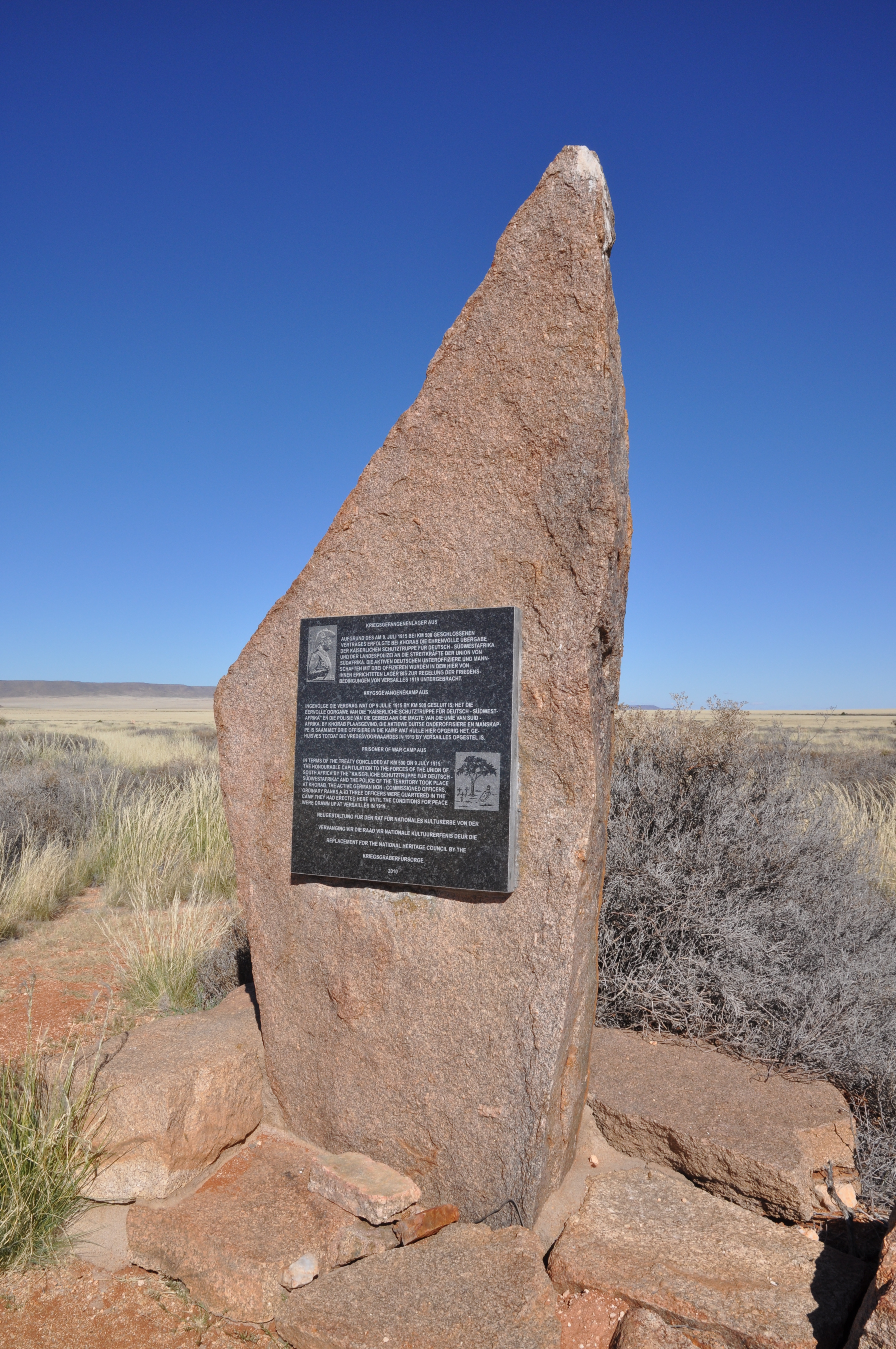
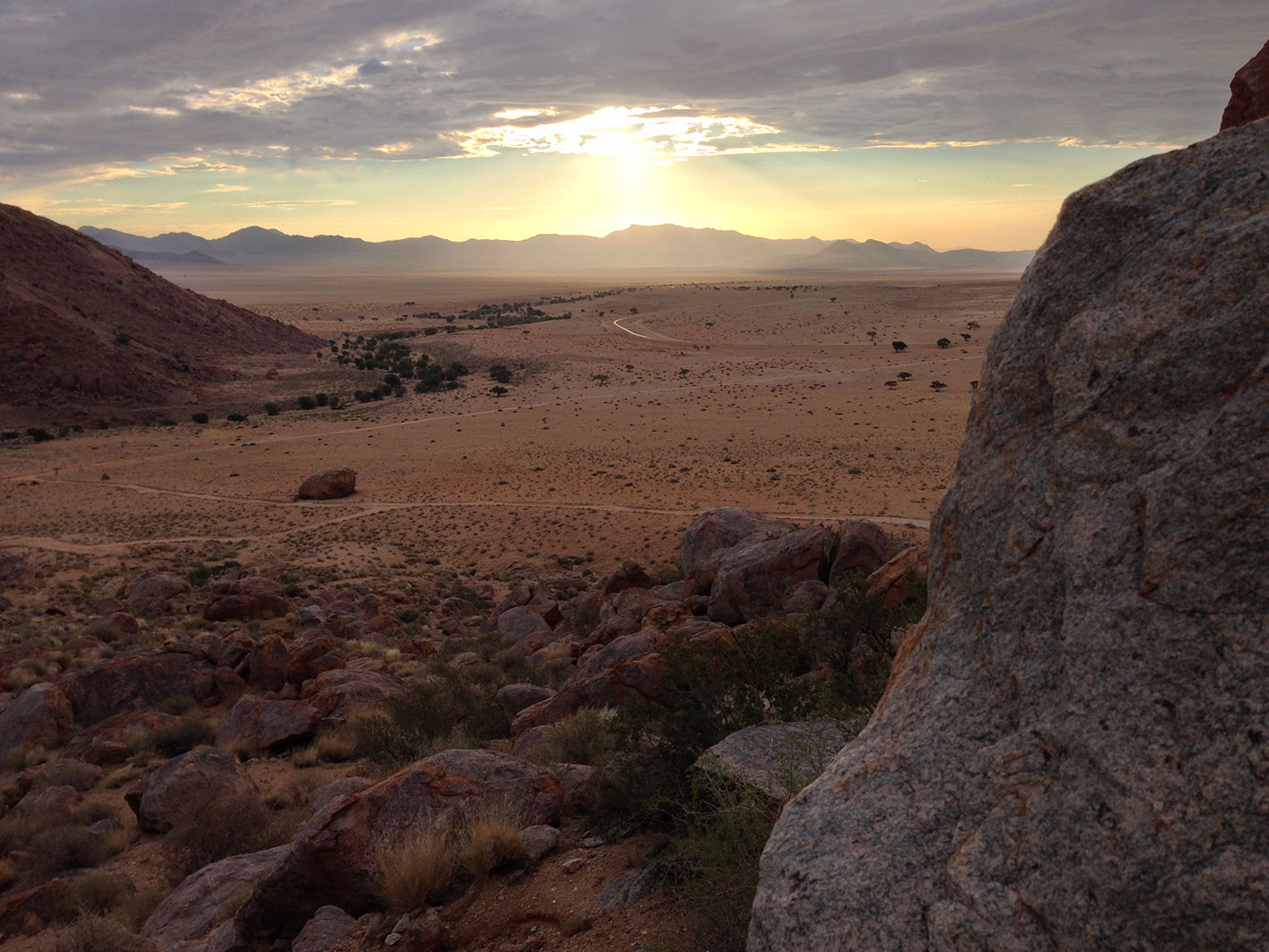
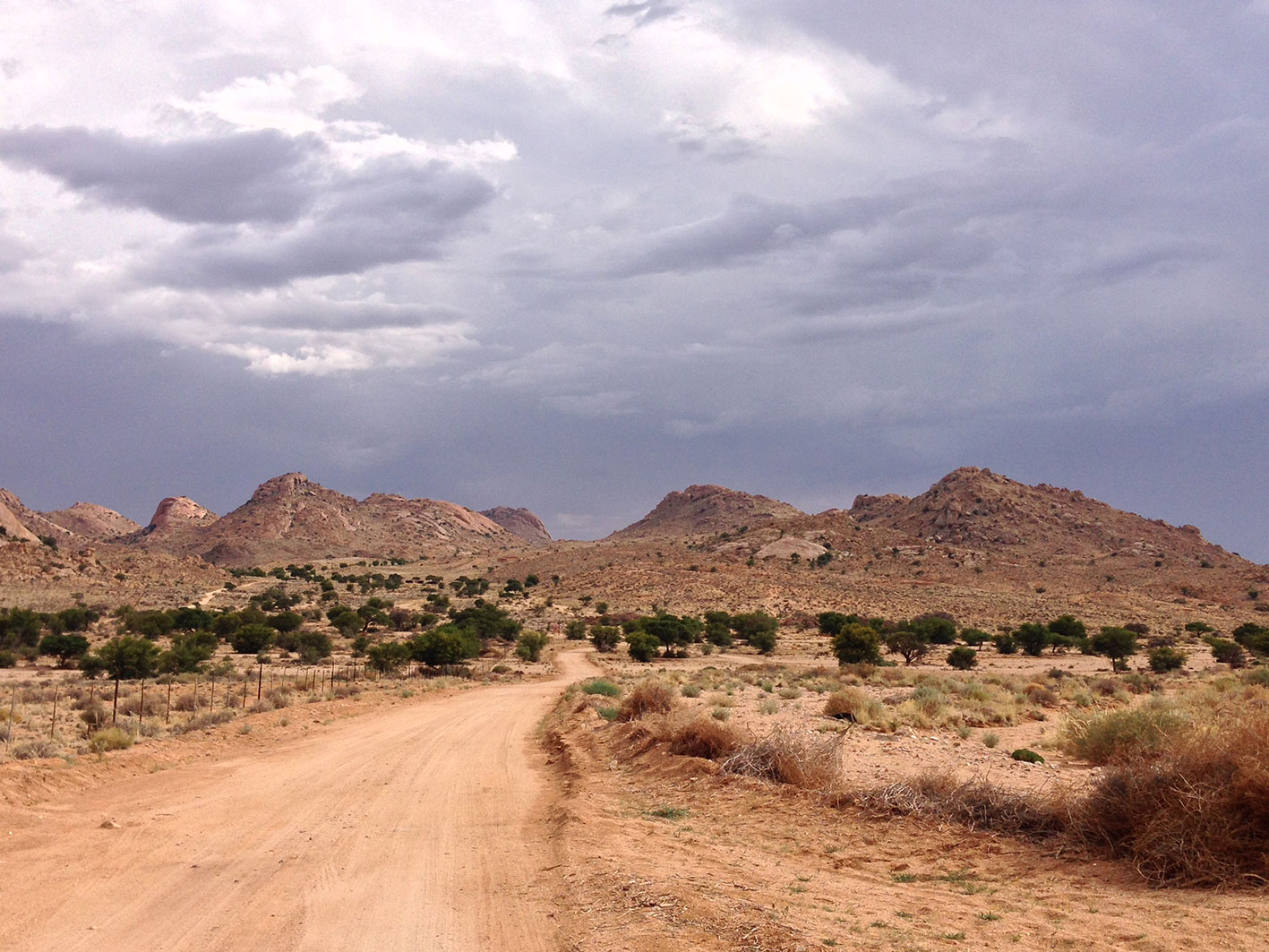

Aus este un sat în  regiunea Karas, Namibia. Este situat la o distanță de 230 km vest de Keetmanshoop și 125 km est de Lüderitz